# Cyrillo de Paula Freitas
Cyrillo de Paula Freitas (* 15. März 1860 in Capelinha, Minas Gerais; † 9. März 1947 in Paraopeba) war ein brasilianischer Geistlicher und römisch-katholischer Bischof von Corumbá.

## Leben
Cyrillo de Paula Freitas empfing am 30. Mai 1885 durch den Bischof von Diamantina, João Antônio dos Santos, das Sakrament der Priesterweihe. Er war Pfarrvikar in der Pfarrei Santa Rita in Malacacheta.
Am 27. März 1905 ernannte ihn Papst Pius X. zum Titularbischof von Eucarpia und zum Koadjutorbischof von Cuiabá. Der Bischof von Diamantina, Joaquim Silvério de Souza, spendete ihm am 11. Februar 1961 die Bischofsweihe.
Pius X. bestellte ihn am 13. März 1911 zum ersten Bischof von Corumbá. Die Amtseinführung erfolgte am 3. Mai desselben Jahres. Am 8. Februar 1918 nahm Papst Benedikt XV. das von Cyrillo de Paula Freitas vorgebrachte Rücktrittsgesuch an und ernannte ihn zum Titularbischof von Antipatris.
In Raposos ist eine Schule nach Cyrillo de Paula Freitas benannt.